# نیتن کالینز
نیتن کالینز (انگلیسی: Nathan Collins؛ زادهٔ ۳۰ آوریل ۲۰۰۱) بازیکن فوتبال اهل جمهوری ایرلند است.
از باشگاه‌هایی که در آن بازی کرده‌است می‌توان به باشگاه فوتبال برنلی اشاره کرد.
وی همچنین در تیم‌های ملی فوتبال زیر ۱۷ سال، زیر ۱۹ سال، زیر ۲۱ سال و همچنین بزرگسالان ایرلند بازی کرده‌است.

## دوران ملی
کالینز اولین بازی خود را برای تیم ملی فوتبال زیر ۱۷ سال ایرلند در ۱۷ اکتبر ۲۰۱۶ در مقابل قزاقستان انجام داد و بعداً کاپیتان تیم شد.
او اولین بازی خود را برای بزرگسالان ایرلند در ۱۲ اکتبر ۲۰۲۱ انجام داد و در یک پیروزی دوستانه ۴-۰ مقابل تیم ملی فوتبال قطر به عنوان یک تعویض دیرهنگام وارد زمین شد. در ۱۴ ژوئن ۲۰۲۲، کالینز اولین گل خود را برای ایرلند در تساوی ۱-۱ مقابل اوکراین در لیگ ملت‌های اروپا به ثمر رساند.